# Белоглави лешояди
Белоглавите лешояди (Gyps) са род едри дневни грабливи птици.

## Разпространение и биотоп
Срещат се в Европа (включително България), Азия и Африка. Обитават планини, височини, степи, полупустинни и скалисти райони. На територията на България се среща единствено видът Белоглав лешояд (Gyps fulvus).

## Начин на живот и хранене
Хранят се основно с мърша. Деня прекарват в търсене на храна, планирайки на голяма височина. Щом един от лешоядите забележи храна и се спусне към нея, останалите го последват веднага и за много кратко време се събират всички представители на вида намиращи се в близост. Обичайни са битките около трупа на умрялото животно.

## Размножаване
- Гнездо – по високи скали, понякога оформят колонии. Всяка година се връща в същото гнездо.
- Моногамни птици.

## Допълнителни сведения
На територията на България, Белоглавия лешояд (Gyps fulvus) е рядък и защитен от закона вид. През 70-те години се смята за изчезнал, но в края на десетилетието екип на Комисията по опазване на околната среда към БАН открива оцеляла малка колония (1 гнездеща двойка и 17 – 18 неполовозрели птици) в района на язовир „Студен кладенец“ в Източни Родопи. След това бива обявен резерват „Вълчи дол“, където гнезди единствената двойка на вида. През 80-те години студенти от Ветеринарния институт в Стара Загора започват първите подхранвания на белоглави лешояди в страната. В края на десетилетието е създадено Българското дружество за защита на птиците, като една от основните задачи е продължаването на дейностите по опазване на лешоядите в Източни Родопи. Провежданите мерки са все по-успешни, благодарение на което числеността постоянно нараства лешоядите загнездват и около Маджарово и през 2008 г. популацията по река Арда е вече 46 – 48 двойки. През 2007 г. започват опити за връщане на вида в Стара планина. Избрани са четири места, където да се пуснат лешояди внесени от Испания и Франция – Котленска планина, Сините камъни, Централен Балкан и Врачански Балкан. Участват организациите Фонд за дивата флора и фауна, Зелени Балкани и Дружество за защита на хищните птици. През 2007 са пуснати първите белоглави лешояди около Котел от Фонд за дивата флора и фауна. Дейностите по опазването в Източни Родопи и връщането на вида в Стара планина продължават.
В началото на 2017 г. е ликвидирана почти цялата колония в Кресненското дефиле след незаконно използване на отрова срещу вълци и лисици.  Това е провалило 15-годишния труд на еколозите за завръщането на вида в района.  Колонията се възстановява бавно. 

## Списък на видовете
- род Gyps – Белоглави лешояди
  - Gyps africanus – Белогръб лешояд
  - Gyps bengalensis
  - Gyps coprotheres
  - Gyps fulvus – Белоглав лешояд
  - Gyps himalayensis – Хималайски лешояд
  - Gyps indicus – Индийски лешояд
  - Gyps rueppellii – Африкански лешояд